# Bang Kho Laem
Bang Kho Laem (en tailandés: บางคอแหลม) es uno de los distritos de Bangkok, Tailandia. Es fronterizo, en el sentido de las agujas del reloj, con los distritos de: Sathon, Yan Nawa y, al otro lado del río Chao Phraya, con Rat Burana, Thon Buri y Khlong San.

## Historia
Bang Kho Laem fue antiguamente parte del amphoe Ban Thawai en la provincia de Phra Pra Daeng.
Ban Thawai fue más tarde reasignado a la provincia de Phra Nakhon, y renombrado como amphoe Yan Nawa. Cuando Phra Nakhon y Thonburi se fusionaron como una sola provincia en 1972, las denominaciones administrativas de la capital volvieron a cambiar de amphoe y tambon a distrito (khet) y subdistrito (kwaeng). Así, el amphoe Yan Nawa (อำเภอยานนาวา) se convirtió en el khet Yan Nawa (เขตยานนาวา).
Debido al incremento de la población, el 18 de abril de 1989, el Kwaeng Bang Kho Laem se incluyó como subdistrito de Yan Nawa, con tres subdistritos: Bang Kho Laem, Wat Phraya Krai y Bang Khlo. Se separó y se constituyó en distrito propio el 9 de noviembre de 1989, con el nombre de Bang Kho Laem.

## Administración
Se divide en tres subdistritos (Kwaeng):
| 1. | Bang Kho Laem   | บางคอแหลม  |  |
| 2. | Wat Phraya Krai | วัดพระยาไกร |  |
| 3. | Bang Khlo       | บางโคล่     |  |